# Movimiento constitucionalista

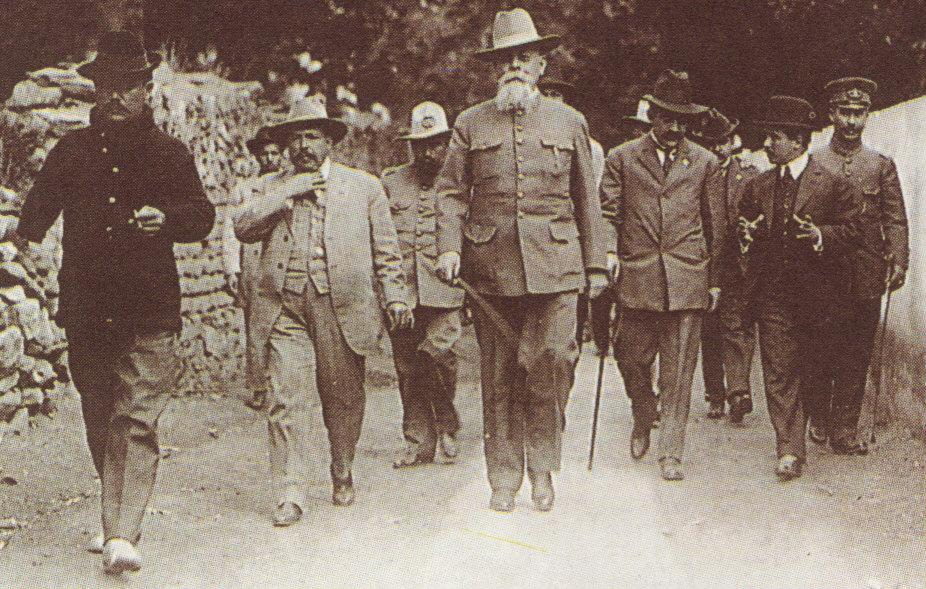
Carranza y Pablo González durante el Constituyente.

El Movimiento constitucionalista fue la tercera facción de la Revolución Mexicana (1910-1920). También conocidos como carrancistas, eran seguidores del presidente mexicano Venustiano Carranza y estaban compuestos principalmente por urbanitas de clase media, liberales e intelectuales que deseaban una constitución bajo los lineamientos de «México para los mexicanos». Después de la revolución dominarían la política mexicana como el Partido Revolucionario Institucional (PRI) hasta principios de la década de 1980.

## Facciones revolucionarias
Aunque no tan visible como las otras dos facciones principales de la Revolución Mexicana debido a la falta de un líder carismático como Emiliano Zapata o Pancho Villa, hubo un tercer grupo compitiendo por el poder durante los combates en México, jugando un papel fundamental. Principalmente porque al final tomaron el control del país. Esta facción era conocida como los Constitucionalistas y estaba formada predominantemente por intelectuales liberales y ciudadanos de clase media, en otras palabras, mexicanos que no eran de origen puramente indígena pero tampoco de la clase élite y que, por lo tanto, no se beneficiaron tanto del auge de la inversión extranjera durante la dictadura Porfirista. Los constitucionalistas diferían de los zapatistas y de los Villistas, que luchaban por una causa mayoritariamente singular. Sí pidieron que se devolvieran las propiedades a los indígenas y que se dividieran los grandes latifundios, aunque no en la medida que quería Zapata, ya que ese era su principal objetivo en la Revolución. También exigieron la nacionalización de todas las tierras y recursos mexicanos bajo control extranjero. Sin embargo, estos liberales también se dieron cuenta de que la prosperidad mexicana del Porfirismo había sacrificado muchos derechos del ciudadano mexicano, y también había dejado la ley y el orden en manos de un dictador que podía doblegarlo a su voluntad. Ellos buscaron poner fin a la lucha de México con una constitución que sólo tuviera en cuenta los intereses de los dueños de haciendas de México.

## El impacto de Francisco Madero
El ascenso de los constitucionalistas en realidad comenzó a fines del siglo XIX, antes de que estallara una revolución oficial. Porfirio Díaz aún estaba en el poder, pero la nación de México empezaba a desbordar de sentimientos rebeldes. Para 1900, se había formado un pequeño grupo que se autodenominó oficialmente como anti-Díaz. Con la formación de estos grupos, el resentimiento del pueblo mexicano por el régimen de Díaz comenzó a hacerse evidente. Más y más levantamientos comenzaron a tener lugar, especialmente en áreas donde las empresas extranjeras tenían intereses. En 1904, tres hermanos anarquistas, Jesús, Enrique y Ricardo Flores Magón, publicaron un diario liberal en el que hacían un llamado a la revolución. Con esta publicación llegó un aliado inesperado: Francisco Madero, hijo de un rico hacendado. Madero comenzó a denunciar públicamente a Díaz y a recorrer el país para hablar de elecciones libres, democracia y cambio social. Debido al hostigamiento de Díaz, se unió a los hermanos Flores Magón y otros liberales mexicanos en El Paso, Texas, donde continuó alimentando el fuego de la revolución desde lejos.
En 1910, con la emisión del Plan de San Luis Potosí por parte de Madero, México se vio inmerso en una revolución. A causa de los escritos de Madero, los hermanos Flores Magón y otros constitucionalistas (aunque todavía se los catalogaba como liberales), personas de todas las clases sociales y de todas las etnias se levantaron para responder al llamado de la revolución. Durante este tiempo no sólo surgieron líderes como Zapata y Villa, sino que muchos constitucionalistas, la mayoría abogados, periodistas o destacados intelectuales, también ganaron poder y popularidad. Cuando Díaz accedió a dimitir y Madero fue elegido presidente, los constitucionalistas habían ganado una base de poder en la mayoría de los centros de población urbanos de México, que estaban ubicados principalmente en el centro del país mientras que Zapata controlaba la mayor parte de las regiones del sur donde se ubicaban los descendientes de indígenas, y Pancho Villa lideraba las áreas del norte dominadas principalmente por ganaderos y mineros.

## Ascenso de Venustiano Carranza

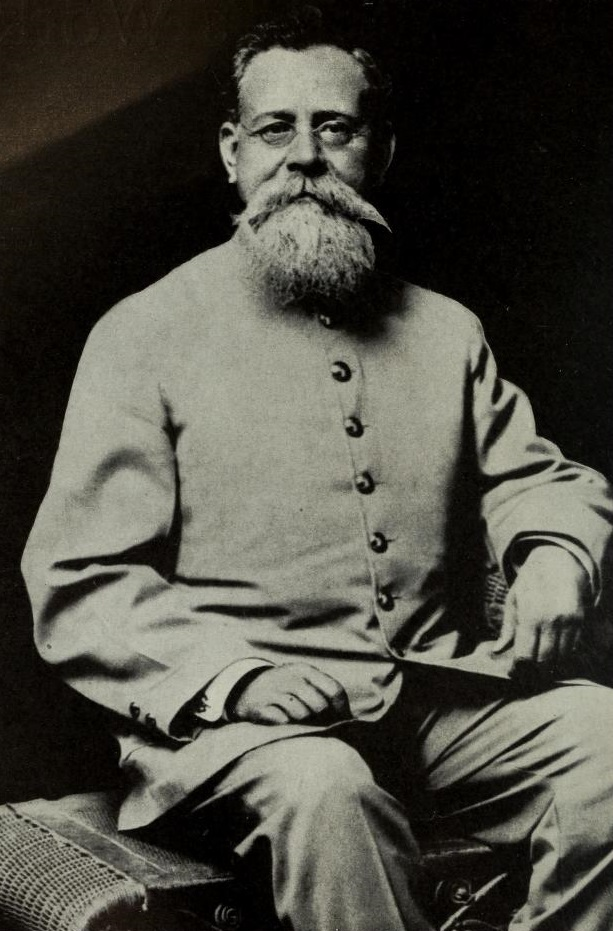
Venustiano Carranza: Principal líder del constitucionalismo.

La presidencia de Madero resultó ser de corta duración, ya que alienó a casi todos sus partidarios al negarse a promulgar reformas agrarias y desarrollar programas débiles e insatisfactorios para el cambio social. El general Victoriano Huerta finalmente dio un golpe de Estado que derrocó a Madero y se instaló como presidente. Sin embargo, sus métodos autoritarios y brutales de gobernar pronto unieron a los constitucionalistas, que ahora estaban dirigidos por Venustiano Carranza, con Zapata y Villa para derrocar a Huerta. Carranza reemplazó a Huerta como presidente de México en 1913 después de que la intervención estadounidense en Veracruz obligara a Huerta a renunciar. En 1914, todos los líderes de la Revolución se reunieron en la Convención de Aguascalientes para decidir un plan de acción para el futuro. La Convención se redujo rápidamente a argumentos, ya que Carranza no podía estar de acuerdo con Zapata y Villa, quienes pensaban que estaba demasiado hambriento de poder y que no era un verdadero líder de la revolución. Un tema especialmente sensible fue el tema de los derechos de los indios, en el que los zapatistas acusaron a Carranza y a los constitucionalistas de favorecer a los «herederos de los conquistadores que siguen abusando y estafando a los indios oprimidos». Carranza fue destituido como presidente y las fuerzas de Villa ocuparon la Ciudad de México. Sin embargo, los centros urbanos continuaron siendo motores del apoyo constitucionalista, y las acciones de Villa en la capital pronto lo obligaron a partir en 1915. Las fuerzas constitucionalistas continuaron persiguiéndolo hasta que fue derrotado en la Batalla de Celaya en abril de 1915. Estados Unidos reconoció oficialmente a Carranza como presidente de México en 1916 y en 1917 fue elegido en las elecciones federales.

## Constitución de 1917
La acción más importante de Carranza como líder constitucionalista se produjo en 1917, cuando se publicó la Constitución de 1917. El 1 de diciembre de 1926, el Congreso Constituyente abrió sesiones en el Teatro Iturbide, en la ciudad de Santiago de Querétaro. En la Convocatoria a este Congreso, fueron excluidos los villistas y zapatistas; sin embargo, fueron las demandas de estos los que orillaron a los diputados constituyentes a adoptar un constitucionalismo social; así, el artículo 27 legalizó el reparto agrario, una demanda que no estaba en los planes originales del movimiento carrancista por la vía de subordinar la propiedad privada al interés colectivo. El Constituyente contó con diputados de todos los estados y territorios federales del país, con excepción de Quintana Roo. Estuvieron representadas ahí diversas fuerzas políticas: los carrancistas o "renovadores", como Luis Manuel Rojas, José Natividad Macías, Alfonso Cravioto y Félix F. Palavicini; los protagonistas o «radicales», como Heriberto Jara, Francisco J. Múgica, Luis G. Monzón, y también los independientes. Fue la culminación de la mayoría de los objetivos de la Revolución. Con la firma de este documento también se inició el reinado de los Constitucionalistas. Tuvo como precedentes la Constitución de Apatzingán de 1814, la Constitución de 1824 y la Constitución de 1857. Respecto a esta última, en términos del sistema político, entre los cambios principales se encuentran la eliminación de la reelección del Presidente de la República y del cargo de vicepresidente, así como la creación del municipio libre. Aunque Carranza no estuvo en el poder el tiempo suficiente para promulgar muchos cambios, sus sucesores Álvaro Obregón, Adolfo de la Huerta, Plutarco Elías Calles y Lázaro Cárdenas fortalecerían el movimiento constitucionalista en las décadas de 1920 y 1930. 

## Post-Carrancismo
Durante la Revolución de Agua Prieta Carranza fue derrocado y asesinado por un movimiento dirigido por El triángulo sonorense. El movimiento se pasó a denominarse como Constitucionalismo Liberal. Posteriormente de la Huerta se rebeleraría en contra del gobierno Obregonista, dividiendo al principal partido político constitucionalista, el Partido Liberal Constitucionalista entre delahuertistas y callistas. Tras el triunfo de los callistas, el partido se disolvería en 1924. Más tarde, lucharían contra los Cristeros, que eran rebeldes pro-Iglesia Católica. Pero quizás el movimiento más importante que promulgaron los constitucionalistas fue el establecimiento de un sistema de partido único. Este partido único (el PRI) dominaría la política mexicana hasta los últimos años del siglo XX.